# Ulica Podwale w Bieczu
Ulica Podwale w Bieczu – jedna z najstarszych ulic Biecza, biegnąca od ulicy Grodzkiej do samych granic miasta, na północ od centrum miasta. Nazwa tej ulicy pochodzi od wałów miejskich, wzdłuż których częściowo biegnie. Wzdłuż tej ulicy płynie także potok Zadziurze.
Idąc tą ulicą można podziwiać pozostałości murów i wałów miejskich oraz basztę kowalską.
Ulica ta jest jedną z najdłuższych ulic  Biecza, rozciągającą się niemal od centrum miasta po Wapniska; ma prawie 3 kilometry. Ulica ta jest także najwyżej położoną ulicą biecką, jej najwyższy punkt jest na wysokości 351 m n.p.m.